# Pałac w Lewkowie
Pałac Lipskich w Lewkowie – zabytkowy pałac położony w zespole pałacowo-parkowym w Lewkowie.

## Historia
Obiekt został wzniesiony w latach 1786–1791 według projektu Jana Chrystiana Kamsetzera dla sędziego kaliskiego Wojciecha Walentego Lipskiego (1743–1810) i jego żony Salomei Lipskiej z Objezierskich ((1757–1827). Lipscy herbu Grabie właścicielami posiadłości byli do rozpoczęcia II wojny światowej. W 1945 r. ich majątek został przejęty przez Skarb Państwa, mieściło się w nim m.in. Państwowe Gospodarstwo Rolne, a na piętrze mieszkania dla pracowników. W oficynie zachodniej przez lata funkcjonowało publiczne przedszkole.
Pałac został odrestaurowany w latach 1970–1986 z przeznaczeniem na muzeum. Po restauracji władze województwa kaliskiego zadecydowały o przekazaniu obiektu Muzeum Ziemi Kaliskiej, którego oddziałem pałac był do 2017 r. W 1991 na parterze otwarto ekspozycję wnętrz klasycystycznych, zrekonstruowanych zgodnie z pierwotnym stylem pałacu. 
Od 1 czerwca 2017 jest samodzielną jednostką, instytucją kultury samorządu wojewódzkiego wielkopolskiego pod nazwą Muzeum w Lewkowie – Zespół pałacowo-parkowy. Był to pierwszy krok do rozpoczęcia kompleksowej modernizacji, na którą placówka zdobyła pieniądze z unijnego programu WRPO na lata 2014-2020. W  latach 2018–2021 prowadzono prace remontowe. 
Muzeum w Lewkowie ponownie jest otwarte dla zwiedzających od 3 października 2022 roku.

## Charakterystyka
Jest to budynek klasycystyczny, jeden z pierwszych pałaców klasycystycznych w Wielkopolsce. Pałac o jednolitej, prostokątnej bryle z kolumnowym wgłębnym portykiem jońskim zwieńczonym trójkątnym frontonem. Na frontonie napis Sobie, Swoim, Przyjaciołom, Potomności. Portyk wgłębny, na osi głównej sień, za nią dwukondygnacyjny, okrągły salon (Sala Rotundowa) wychodzący w fasadę ogrodową półowalnym ryzalitem ze spłaszczoną kopułą. Wyżej  opleciony wieńcem medalion z datą 1791; po jego bokach dwie siedzące postacie kobiece, podtrzymujące medalion, z których każda trzyma na kolanach po medalionie z monogramami, lewy: WL (Wojciech Lipski) i prawy: ŁK Łowczy Kaliski. Na krawędzi ryzalitu stojące trzy figury kobiece opierające się o kartusze, od lewej: 
- pierwsza z herbem Świnka Elżbiety Krzyżanowskiej, żony Ludwika Objezierskiego herbu Nałęcz[10]; matki Samueli Lipskiej;
- druga z jej inicjałami  SL Samueli Lipskiej (1757-1827), żony Wojciecha (1743-1810)[11];
- trzecia z inicjałami  SR[12] zwieńczonymi koroną królewską z datą 1768[13][14].

Dach prosty, dziedziniec zamknięty po bokach dwoma oficynami z facjatkami od frontu. W pobliżu umiejscowione były budynki gospodarcze, z których jeden przebudowano po II wojnie światowej na magazyn zbożowy.
We wnętrzach pałacu zachowane iluzjonistyczne dekoracje malarskie Franciszka i Antoniego Smuglewiczów. Wnętrza i elewacje są niezwykle bogato zdobione sztukateriami. W salonie krajobrazowym odnowiono oryginalne iluzjonistyczne malowidła ścienne Smuglewiczów, przedstawiające krajobrazy z elementami architektury romantycznej. Pałac odrestaurowany został w latach 1970–1986 z przeznaczeniem na muzeum. Po restauracji władze województwa kaliskiego zadecydowały o przekazaniu obiektu Muzeum Ziemi Kaliskiej. W 1991 na parterze otwarto ekspozycję wnętrz klasycystycznych, zrekonstruowanych zgodnie z pierwotnym stylem pałacu. Salon pejzażowy, urządzony meblami w stylu Ludwika Filipa, zdobią oryginalne iluzjonistyczne malowidła ścienne przedstawiające krajobrazy z elementami architektury romantycznej.  Poza samym remontem pałacu, od podstaw zbudowano tzw. stajnię cugową, w której jest sala konferencyjno-restauracyjna z zapleczem i centrum multimedialne.

## Park
Wokół pałacu rozpościera się 8-hektarowy krajobrazowy park w stylu angielskim z urozmaiconym drzewostanem, stawem i wyspą. W parku znajduje się zabytkowa lodownia. W końcu 2021 roku otwarto dla zwiedzających park, w którym dokonano nasadzeń roślinności zgodnej z oryginalną koncepcją. Odtworzono rosarium z osiemnastowiecznymi odmianami róż na podstawie zachowanych archiwaliów.  

## Galeria

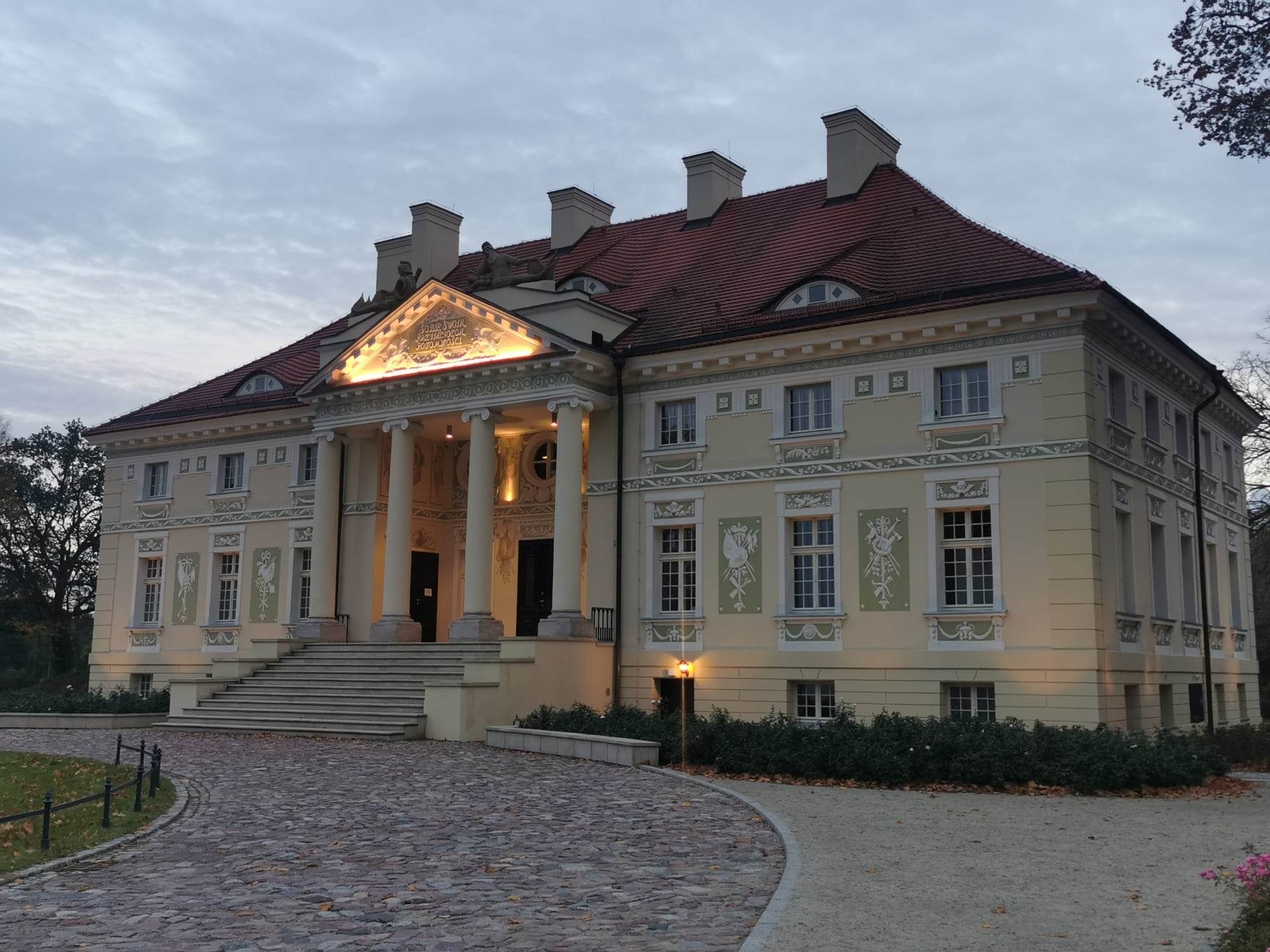
Pałac - elewacja północna
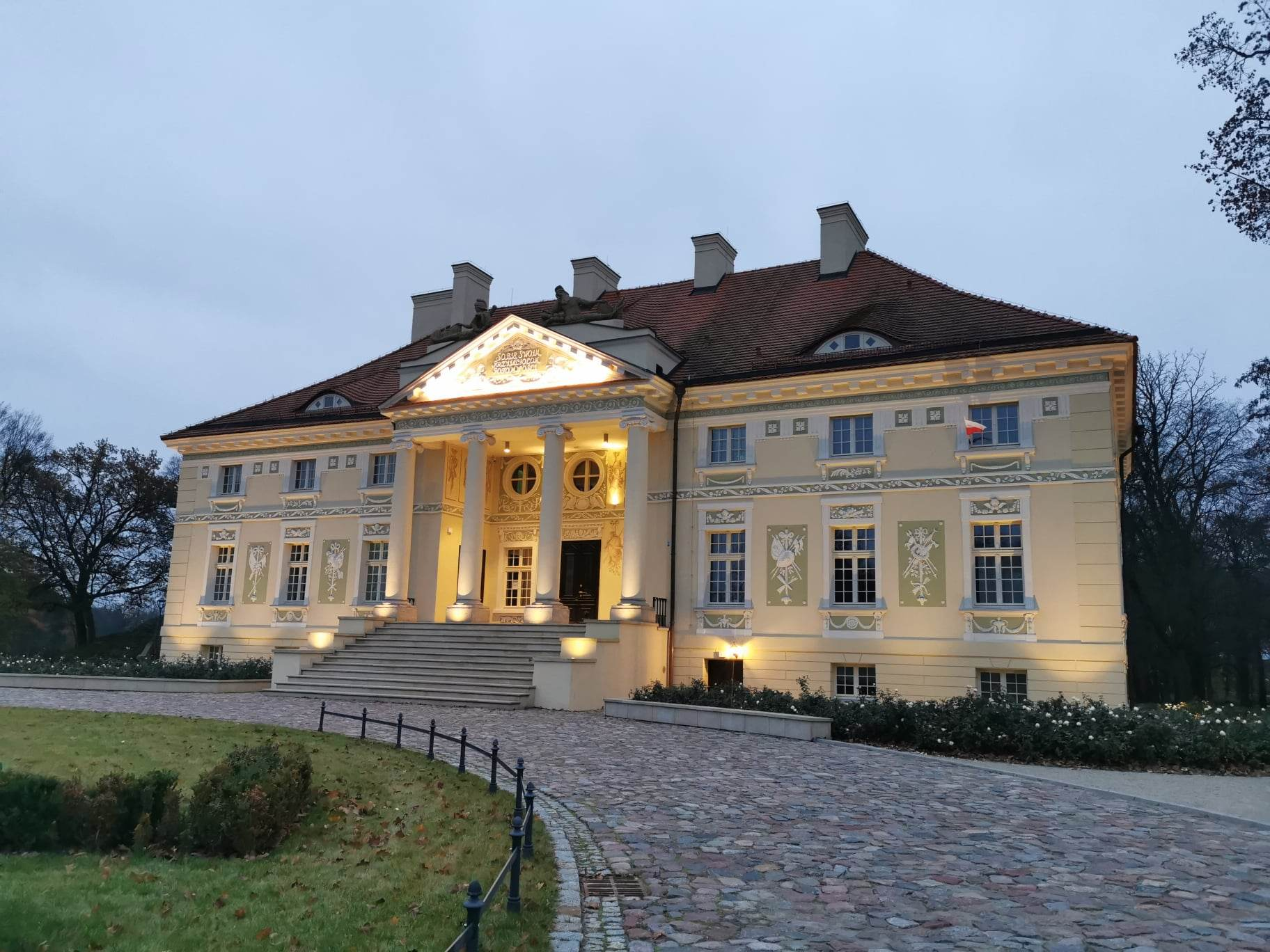
Pałac w Lewkowie
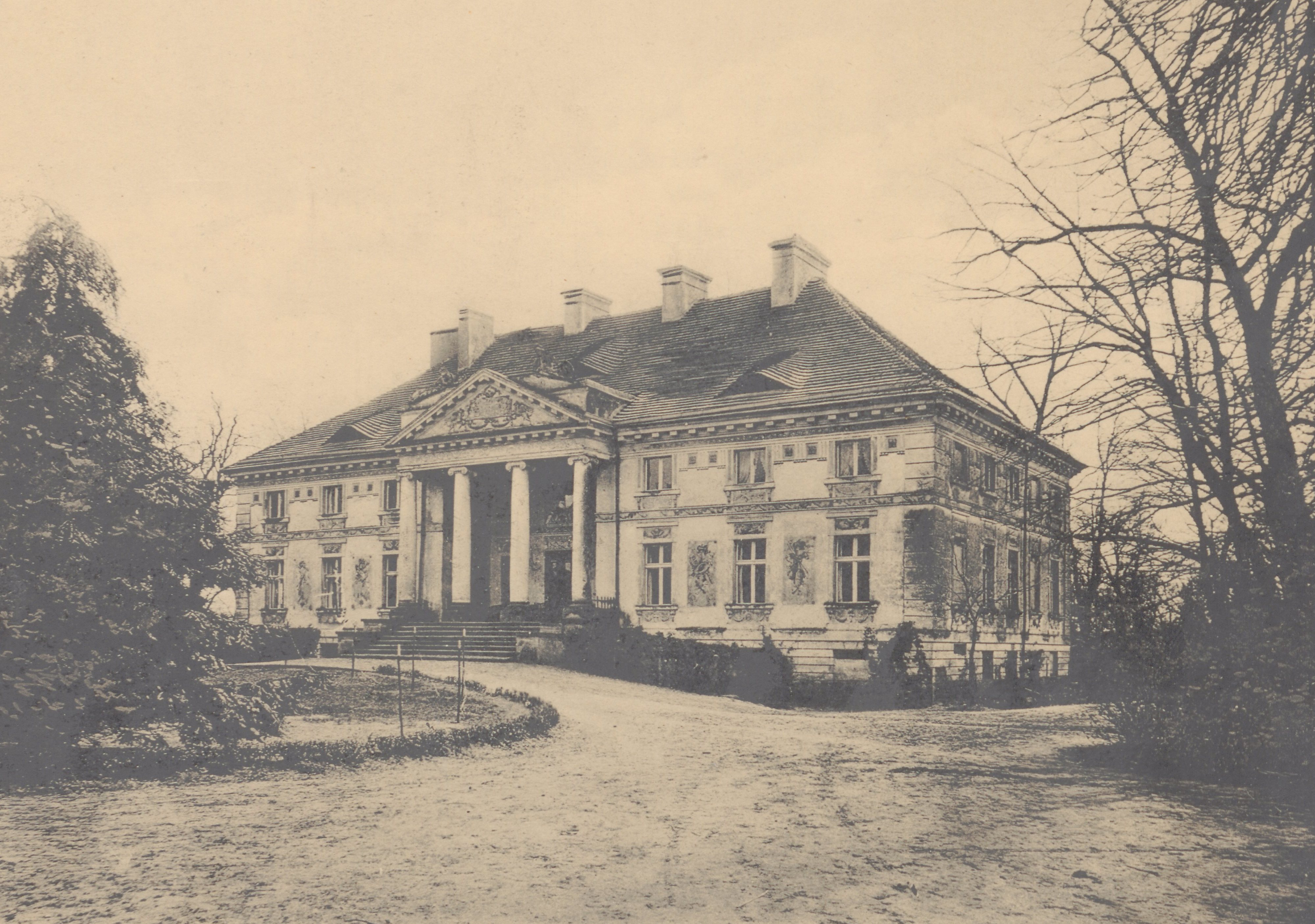
Widok pałacu przed 1912